# Tipula productella
Tipula productella är en tvåvingeart som beskrevs av Alexander 1928. Tipula productella ingår i släktet Tipula och familjen storharkrankar. Inga underarter finns listade i Catalogue of Life.